# Salvador Valeri
Salvador Valeri i Pupurull (Barcellona, 30 maggio 1873 – 1954) è stato un architetto spagnolo esponente del modernismo catalano.

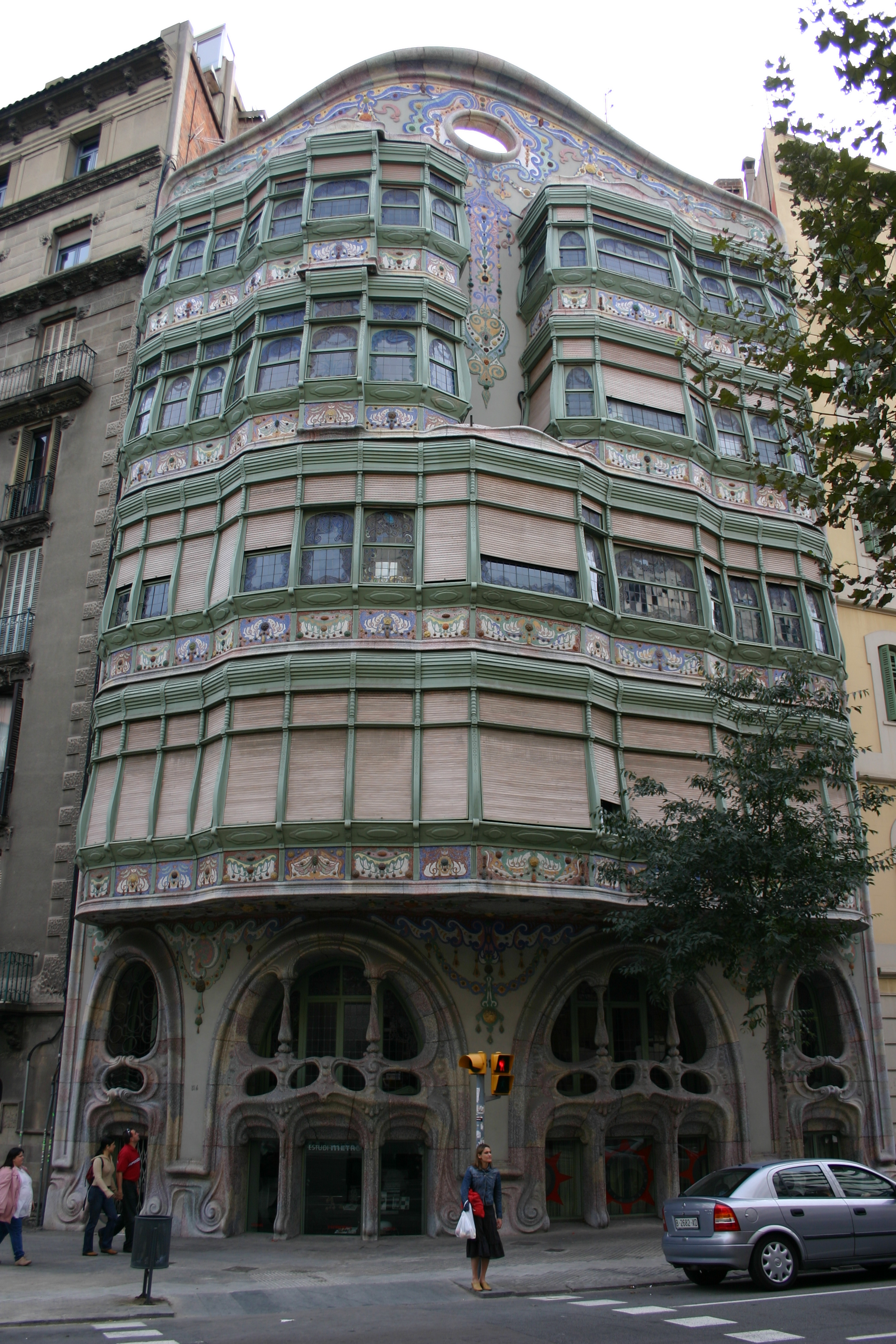
Casa Comalat

Studiò al Politecnico di Madrid e alla ETSAB di Barcellona dove ottenne il titolo di architetto nel 1899. Le sue opere lo qualificano come un tipico rappresentante dell'Art Nouveau, anche se alcuni dei suoi edifici sono ricchi di decorazioni in ceramica colorata in modi stravaganti e fantasiosi, in contrasto con gli stili sobri che lo hanno preceduto.
È noto soprattutto per essere stato l'architetto della Casa Comalat.